# Gare de Hohhot
La gare de Hohhot, ou gare de Huhehaote (chinois : 呼和浩特站 ; pinyin : Hūhéhàotè zhàn) est une gare ferroviaire chinoise de la ligne Pékin-Baotou, située au centre de la ville d'Hohhot, dans la région de Mongolie-Intérieure.
Une gare appelée gare de Hohhot-Est (chinois simplifié : 呼和浩特东站 ; chinois traditionnel : 呼和浩特東站 ; pinyin : Hūhéhàotè dōng zhàn) a ouvert ses portes en 2008. Les deux gares sont desservies par des trains de voyageurs, les services de Hohhot-Est se dirigeant vers l'ouest jusqu'à Yinchuan, Lanzhou et Chengdu. Les trains de la gare de Hohhot continuent de desservir l'Est, notamment Pékin, Shanghai, Canton, Shenyang et Wuhan. Les trains en provenance de la gare de Hohhot-Est passent également par la gare du centre d'Hohhot.

## Situation ferroviaire
La gare de Hohhot est située sur la ligne Pékin-Baotou.

## Histoire
La gare est mise en service en avril 1921, lorsque la ligne Pékin-Jingbao a été prolongée de Zhangjiakou à Hohhot. La cérémonie marquant l'ouverture de la ligne s'est tenue en mai de la même année. La gare était initialement désignée par les anciens noms de la ville, y compris Suiyuan (chinois simplifié : 绥远 ; chinois traditionnel : 綏遠 ; pinyin : suī yuǎn) ou Guisui (chinois simplifié : 归绥 ; chinois traditionnel : 歸綏 ; pinyin : guī suī). Le nom a été changé pour gare de Hohhot en 1954.
En 1959, les travaux commencent sur la partie ouest (Chinese  西场) de la station Hohhot. La partie ouest est entrée en service en 1965. Il est devenu courant de désigner le site principal sous le nom de gare Hohhot Passenger Station (chinois : 呼和浩特客站 ; pinyin : Hūhéhàotè kèzhàn).
En 1981, un document officiel a été publié par la Hohhot Rail Authority  déclarant que la gare était une gare de transit de niveau 1.

## Service des voyageurs

### Intermodalité
Elle est desservie par la ligne 2 du métro de Hohhot.